# Taddeo Kuntze
Taddeo Kuntze, o Taddeo Pollacco (Zielona Góra, 20 aprile 1727 – Roma, 8 maggio 1793), è stato un pittore polacco.
Visse a Cracovia la giovinezza con il padre, a servizio del vescovo di Cracovia Andrzej Załuski, che scoprì le doti artistiche del ragazzo tanto da spedirlo a Roma per istruirsi, dove rimase dal 1754 al 1756. Tornò a Roma nel 1765 per dipingere degli affreschi sul soffitto della chiesa di Santo Stanislao dei Polacchi, poi a Frascati nel seminario tuscolano e nel palazzo vescovile su commissione del cardinale duca di York. Seguace del Maratta e del Giaquinto, fu definito come l'ultimo pittore del Rococò a Roma, lavorò nelle ville di Frascati, ove decorò alcune delle sale delle Ville Tuscolane come Villa Parisi. Ad Ariccia affrescò le sale interne della locanda Martorelli con soggetti tratti dall'Eneide collegati alla storia mitologica della fondazione di Ariccia.
Sue opere sono conservate nei musei e nelle chiese di Polonia a Cracovia, Varsavia e Kock.

## Opere
- Roma, chiesa di Santo Stanislao dei Polacchi, affreschi laterali della volta.
- Frascati, Palazzo Vescovile, affreschi delle stanze del palazzo; Villa Parisi, affreschi salone principale; Chiesa del Gesù, cappella rifugio dei peccatori affreschi Adorazione dei pastori, Presentazione al tempio.
- Soriano nel Cimino, chiesa della SS. Trinità, affresco della volta Apoteosi di sant'Agostino.
- Genazzano, santuario della Madonna del Buon Consiglio, affresco sala convegni Moltiplicazione dei pani e dei pesci.
- Veroli, cattedrale Sant'Andrea Apostolo, cappella navata sinistra, tela Il martirio di san Bartolomeo; basilica di Sant'Erasmo, tela Incontro a Veroli dei Legati imperiali di Federico Barbarossa con papa Alessandro III.
- Ariccia, locanda Martorelli, affreschi Storia della fondazione di Ariccia.
- Varsavia, Museo Narodowe - tela La Fortuna anno 1754 - tela Miracolo di san Giovanni da Kety anno 1765.
- Cave (Rm), chiesa di S. Stefano Protomartire: "La lapidazione di santo Stefano", Il battesimo di Gesù", "Il Battesimo di sant'Agostino", "San Tommaso da Villanova"
- Ripi (Fr), chiesa Santi Bartolomeo e Agostino, tela "Martirio di san Bartolomeo"
- Bracciano, chiesa di S. Maria Novella: "Assunzione della Vergine"

## Galleria d'immagini

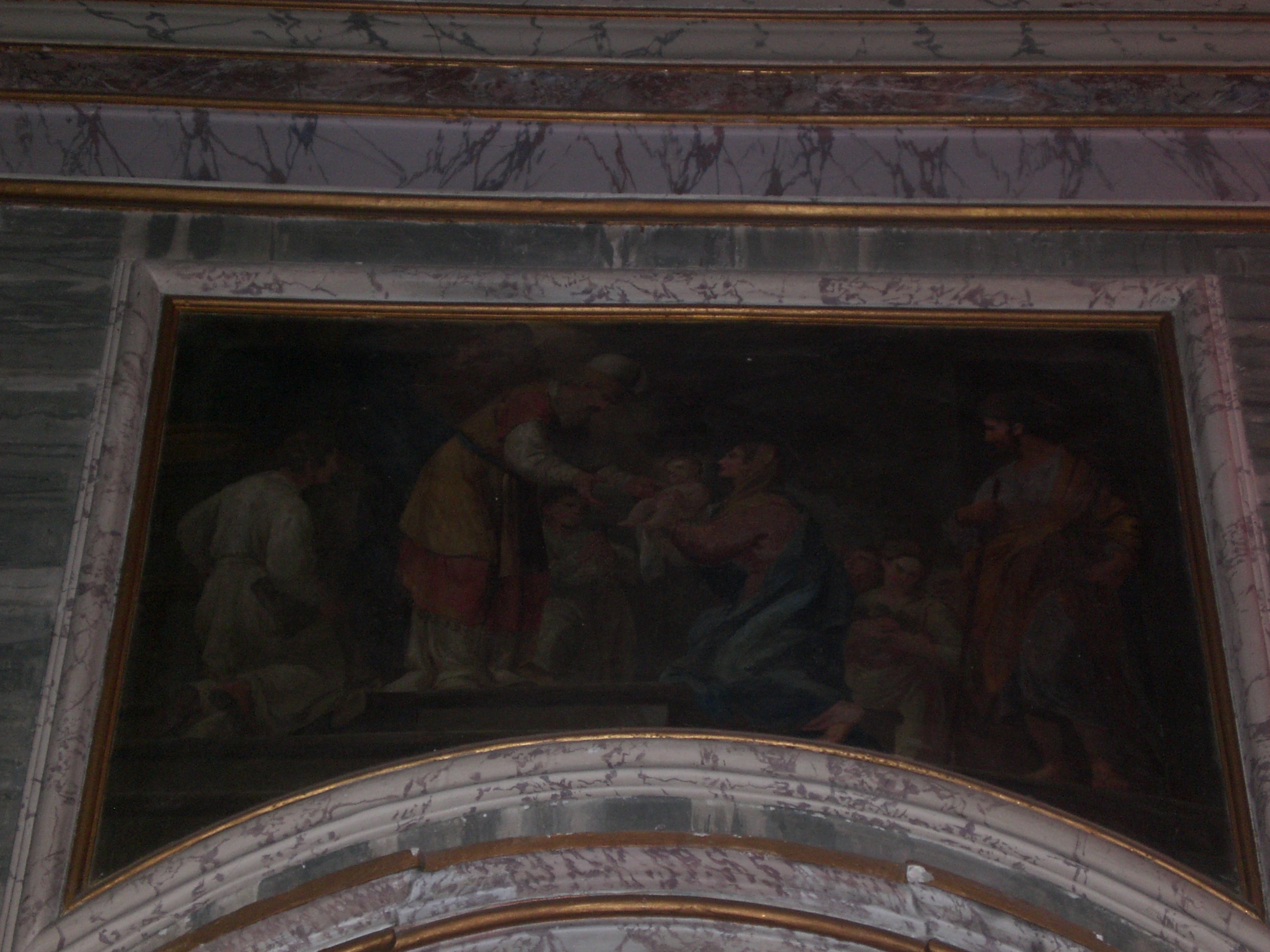
Affresco Presentazione al Tempio - Chiesa del Gesù a Frascati
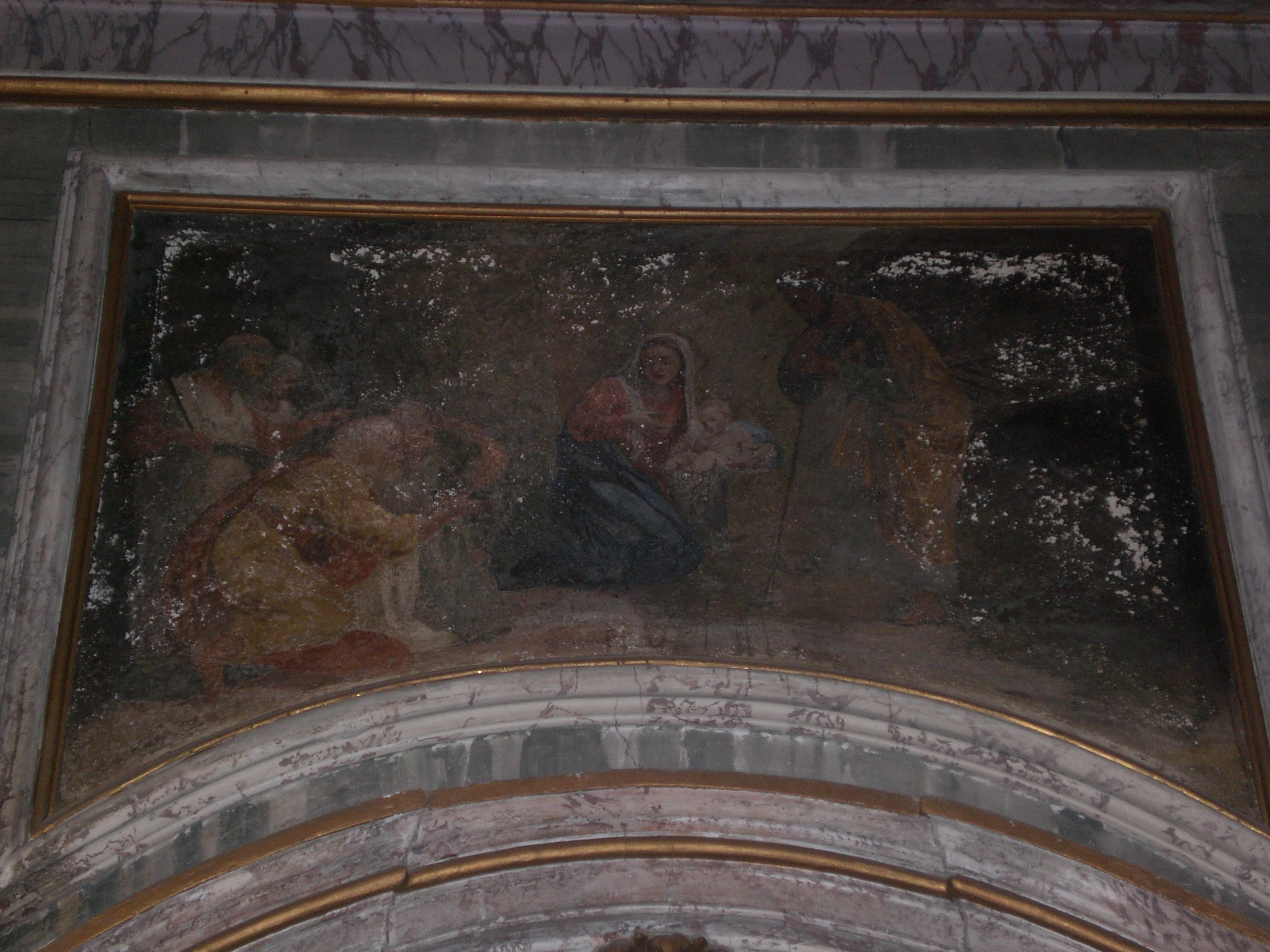
Affresco Adorazione dei Pastori - Chiesa del Gesù - Frascati
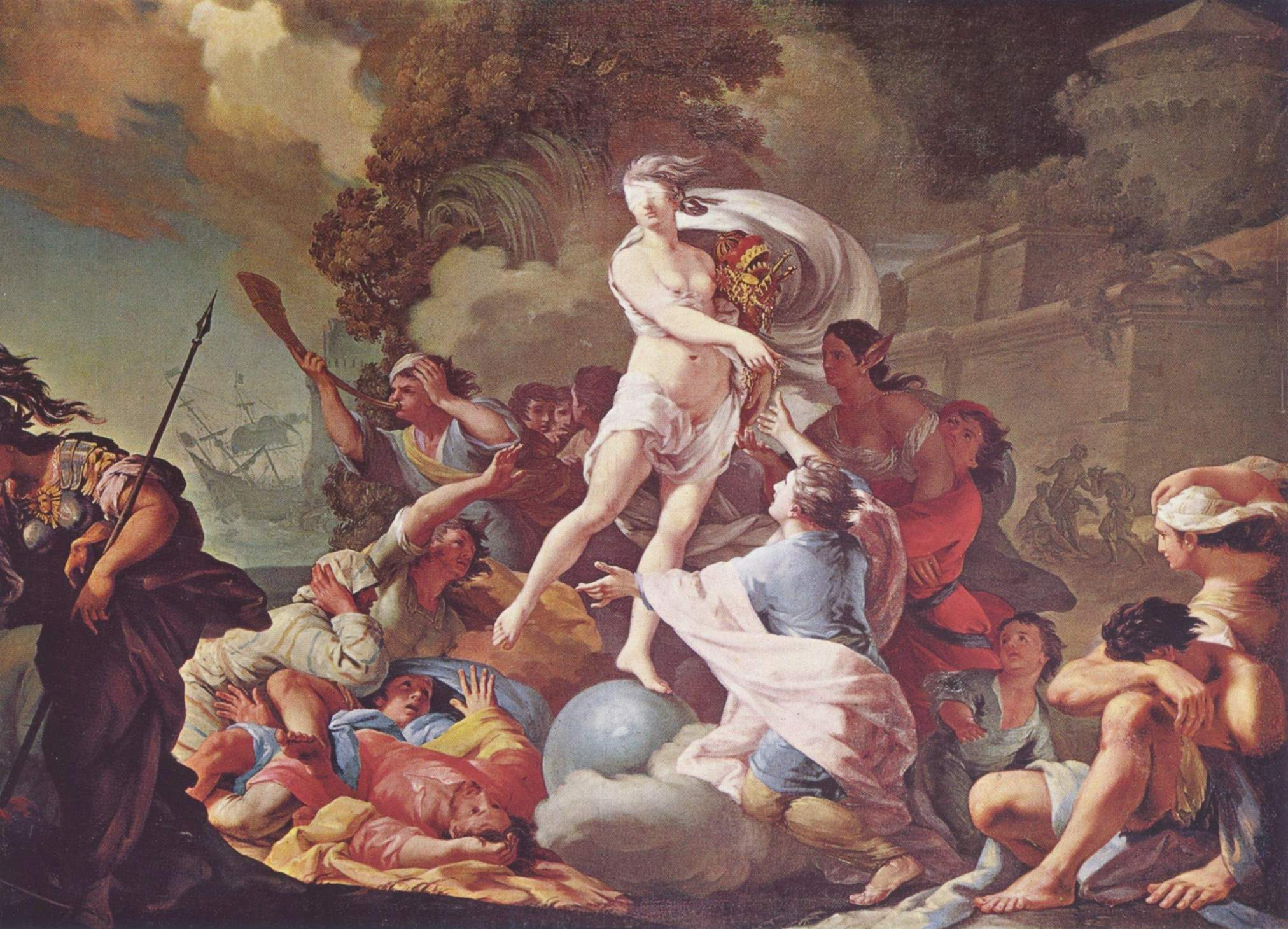
Olio su tela: La Fortuna Museo nazionale di Varsavia
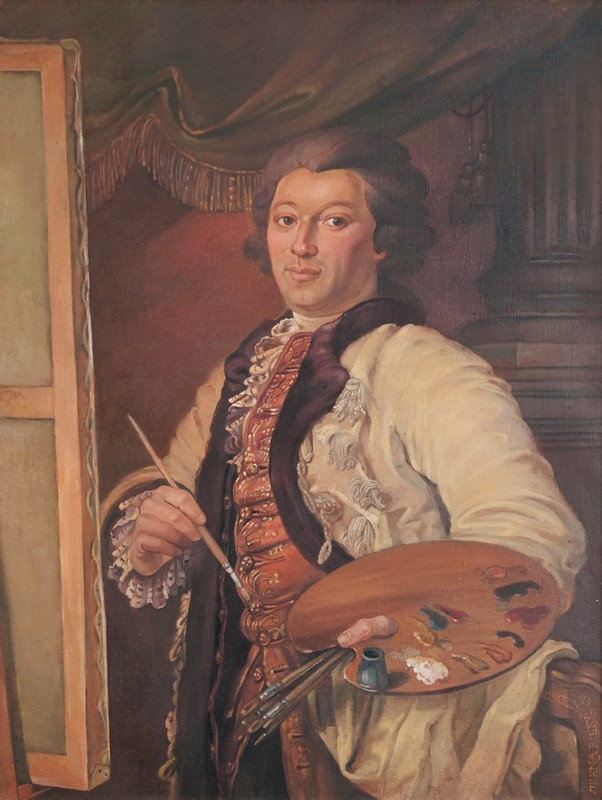
Irena Bierwiaczonek: Taddeo Kuntze; Museo Ziemi Lubuskiej, Zielona Góra, Polonia